# Caciomorpha batesii
Caciomorpha batesii är en skalbaggsart som först beskrevs av Francis Polkinghorne Pascoe 1858.  Caciomorpha batesii ingår i släktet Caciomorpha och familjen långhorningar. Inga underarter finns listade.